# Boarmia leucocyma
Boarmia leucocyma là một loài bướm đêm trong họ Geometridae.